# Il cielo capovolto
Il cielo capovolto è un album di Roberto Vecchioni, pubblicato nel 1995 dalla casa discografica EMI Italiana.
Arriva fino al 5º posto della classifica ufficiale degli album più venduti.

## Tracce
1. Le mie ragazze – 3:56
2. Dove? – 4:46
3. Le lettere d'amore (Chevalier de Pas) – 4:06
4. Il cielo capovolto (Ultimo canto di Saffo) – 5:28
5. Il tuo culo e il tuo cuore – 4:28
6. L'amore mio – 4:02
7. Il mio piccolo genio – 4:25
8. Piccoli stupidi – 2:58
9. Hotel dei giorni immobili – 4:25
10. Conversazione con una triste signora blu – 5:50

## Formazione
- Roberto Vecchioni – voce
- Robbie Blunt – chitarra
- Claudio Golinelli – basso
- Giovanni Pezzoli – batteria
- Fabrizio Lamberti – tastiera, pianoforte
- Stefania Bimbi, Luana Heredia, Nadia Biondini – cori